# 조지프 로슈포르

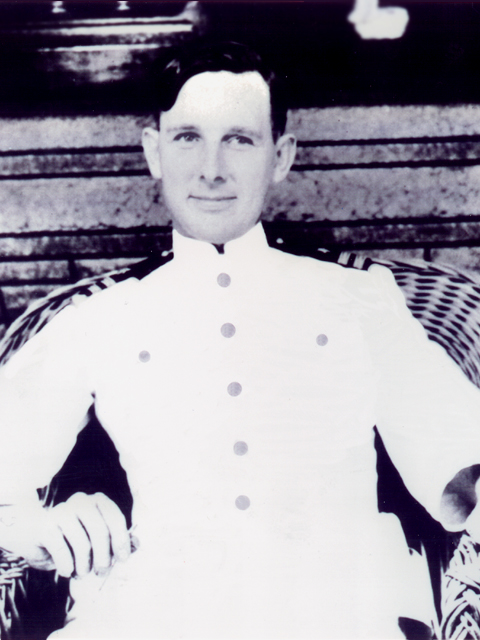

조지프 존 로슈포르(Joseph John Rochefort, 1900년 5월 12일 ~ 1976년 7월 20일) 미국 해군 장교이자 암호해독가였다. 1925년부터 1946년까지 미국 해군의 암호화 및 정보 작전에서 활동했고, 특히 미드웨이 해전에서 일본군의 암호를 해독해 미국 해군이 승리하는데 기여했다.

## 제2차 세계 대전

### 미드웨이 해전
진주만 공습 이후, 영국과 네덜란드령 동인도의 암호학자들의 도움을 받아, 미국 해군의 암호학자들은 1942년 초 일본군의 동향과 배치에 관한 JN-25라는 보고서를 제출했다.